# Bjørn Myrbakken
Bjørn Myrbakken, né le 15 août 1972, est un sauteur à ski norvégien.

## Biographie
Il fait ses débuts en Coupe du monde en 1991 et obtient deux podiums individuels dont le premier en décembre 1992. Il est champion du monde par équipes en 1993.

## Palmarès

### Jeux olympiques
| Épreuve / Édition | Lillehammer 1994 |
| Petit tremplin    | 39e              |

### Championnats du monde
| Épreuve / Édition | Falun 1993 |
| Petit tremplin    | 33e        |
| Grand tremplin    | 36e        |
| Par équipes       | Or         |

### Coupe du monde
- Meilleur classement général : 10e en 1993.
- 2 podiums individuels.
- 2 podiums par équipes.